# آدم جلان
آدم جلان (1 مارس 1853 في نيوزيلندا - 3 يوليو 1937) (بالإنجليزية: Adam Glen)‏ هو لاعب كريكت نيوزلندي.

## وصلات خارجية
- آدم جلان على موقع إي آس بي آن كريك إنفو (الإنجليزية)